# Josef Tingbratt
Lars Josef Tingbratt, född 14 oktober 1979 i Alingsås, är en svensk musiker/sångare/Kompositör bosatt i Vårgårda.
Tingbratt började sin musikaliska bana i bandet Kite som var aktiva åren 1996–2009.
Tingbratt har även medverkat som solist i olika sammanhang, bland annat i den årliga julkonserten i Vårgårda som leds av Hans-Lennart Raask. Tingbratt har efter beslutet att lägga ner bandet satsat på att skriva eget material på svenska och har i december 2011 släppt en julsingel, "I skuggan av jul" och i februari 2013 släpptes debutskivan "Alla delar av mitt liv". Skivan släpps även på engelska för digital distribution, då under albumtiteln "All The Things I Left Behind". Skivorna släpptes på bolaget Endless Dawn Media.
År 2015 medverkade Josef Tingbratt på en inspelning av sånger av kyrkosångaren Einar Ekberg, en skiva som följdes av konserter runt om i Sverige. Konserterna och skivan var ett välgörenhetsprojekt till förmån för Erikshjälpens arbete med skolgång för romska barn i Rumänien.
Under åren 2016–2021 släpptes flera singlar och i augusti 2022 släpptes EP:n "Trots alla mina fel".
År 2017 hade Tingbratt sången "Hopp om ett liv" med på skivan "För kärleks skull", en duett med Jennie Gunnarsson. Skivan är en välgörenhetsskiva utgiven av David Media till förmån för Erikshjälpens arbete för skolgång för barn i syriska flyktingläger.

## Diskografi
- I skuggan av jul (singel) - 2011 Endless Dawn Media - Digital singel
- Alla delar av mitt liv - 2013 Endless Dawn Media (All The Things I Left Behind släppt som digital engelsk version)
- Håll mig kvar (singel) - 2016 Endless Dawn Media - Digital singel
- Igen (singel) - 2020 Endless Dawn Media - Digital singel
- Landar i din famn (singel) - 2021 Endless Dawn Media - Digital singel
- Trots alla mina fel (EP) - 2022 Endless Dawn Media - Digital EP
- Guds son har kommit ner (Duett med Jeanette Alfredsson) (singel) - 2022 - Digital singel
- Bär genom allt (Duett med Jeanette Alfredsson) (singel) - 2024 - Digital singel

## Medverkan i övrig utgivning
- Pilot - You Better Get Used To It - 2001 Feedback records -  Textförfattare
- Simply Worship - 2012 - Solist på "Inför ditt kors"
- Håll - Anders Mårtensson (Digital Singel) 2016 - Textförfattare
- Vi minns och sjunger Einar Ekberg - 2015 Erikshjälpen - Solist
- För kärleks skull - Blandade artister - 2017 - Medverkar med låten "Hopp om ett liv" en duett med Jennie Gunnarsson.